# Paraniphargoides derzhavini
Paraniphargoides derzhavini is een vlokreeftensoort uit de familie van de Pontogammaridae. De wetenschappelijke naam van de soort is voor het eerst geldig gepubliceerd in 1962 door Pjatakova.